# Suzuki Baleno
A Suzuki Baleno egy kompakt autó, mely 1995 és 2007 között, valamint 2016 óta készül. Japánban a Suzuki már 2002-ben befejezte az első generáció gyártást, de Indiában, a Maruti Suzukinál még öt évig folytatódott. Az autó a japán piacon 1998 májusáig Suzuki Cultus Crescent néven futott, majd egyszerűen csak Suzuki Cultus lett a neve, miután a márkakereskedések befejezték a korábbi Cultus, az Európában első és második generációs Suzuki Swiftként ismert modellek árusítását. Az észak-amerikai kontinensen a kocsit Suzuki Esteem néven árulták, Ázsia nagyobb részén, Ausztráliában és Európában Baleno volt a neve, míg a Fülöp-szigeteken Chevrolet Cassia néven került piacra. Az Indiában gyártott darabok a Maruti Baleno nevet viselték.

## Első generáció
A Balenót az 1995-ös év első felében mutatták be világszerte, mint a Suzuki első próbálkozását a kompakt autók piacán. Japánban és Észak-Amerikában az autó a második generációs Suzuki Swift szedán változatát váltotta (a háromajtós ferde hátú gyártása egy kisebb modellfrissítés után folytatódott). A Baleno a második generációs Swift alvázára épült, melyet valamelyest meghosszabbítottak, hogy nagyobb belső tér álljon az utasok rendelkezésére, de ezt kivéve szinte minden műszaki paraméterében megegyezett elődjével.
Az autó eleinte háromajtós ferde hátú és négyajtós szedán karosszériával volt kapható. Kezdetben kétfajta felülvezérelt felülszelepelt SOHC motorral szerelték: egy 84 lóerős (63 (kW) 1,3 literessel és egy 96 lóerős (71 kW) 1,5 literessel, előbbi kizárólag a háromajtós változathoz volt rendelhető. Később megjelent a 98 lóerős (73 kW) teljesítmény leadására képes 1,6 literes változat is, ami ekkor még csak a szedánban volt megtalálható. Ez alapjaiban véve ugyanaz a motor volt, amit a Suzuki Vitarába is szereltek, azzal a különbséggel, hogy annak teljesítményét 113 lóerőre (85 kW) emelték. 1996 tavaszán bemutatásra került a GT nevű sportváltozat melybe a Mazda által gyártott 1840 cm³-es, 133 lóerős (99 kW) motor került. Körülbelül ugyanekkor debütált a kombi variáns is, melynek 1,6 literes változatához összkerék-meghajtás is rendelhető volt. Ez volt a Suzuki első valódi kombija (a miniautókat nem számolva).

### 1998-as modellfrissítés
1998 végén a Baleno modellfrissítésen esett át. Ez kívülről leginkább a kocsi elején látszott: lekerekítettebb sarkú hűtőrácsot és új fényszórókat kapott. Emellett megjelent a kínálatban egy új, 1,8 literes, vezérműláncos DOHC motor. Az észak-amerikai piacon ez a motor teljesen leváltotta a korábbi 1,6 literest, de a legtöbb helyen mindkét erőforrás rendelhető maradt és az 1,8 literest sportváltozatként árulták. Egyes európai országokban leimitált példányszámban a háromajtós ferde hátúba is beszerelték ezt a motort, így létrehozva a GSR szériát. Ennek a motornak az európai szabályozások szerint beállított változata 119 lóerő (89 kW) leadására volt képest, azaz valamelyest gyengébb volt, mint a Mazda által készített szintén 1,8 literes. Európában egy 74 lóerős, 1,9 literes dízelmotor is megjelent, melyet a Peugeot szállított a Suzuki számára.

### A gyártás befejezése
A legtöbb országban a Balenót a Suzuki Liana váltotta, melyet 2001-ben mutattak be. Japánban a szedán változat gyártása 2001 novemberében fejeződött be, míg a kombié csaknem egy évvel később, 2002 augusztusában. 2002-ben minden észak-amerikai és európai Suzuki márkakereskedés kínálatából kikerült az autó, miután egy évig párhuzamosan árulták az utód Lianával. Néhány délkelet-ázsiai fejlődő országban és Indiában azonban tovább folyt a Baleno gyártása. A Maruti Suzuki gyár végül 2007-ben állt át a Balenók előállításáról a Suzuki SX4 szedán változatának gyártására.

### Galéria

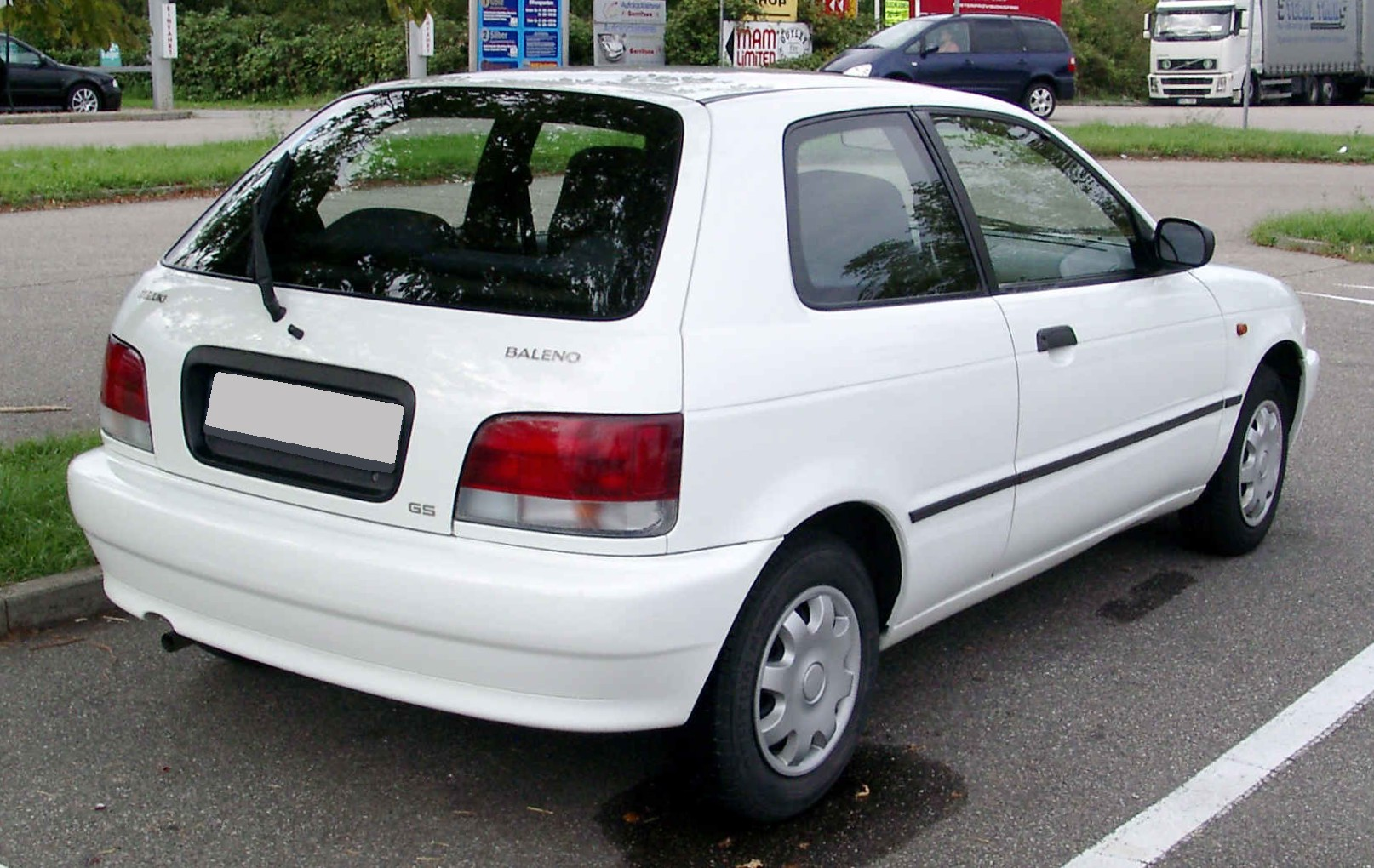
Háromajtós Suzuki Baleno Németországban
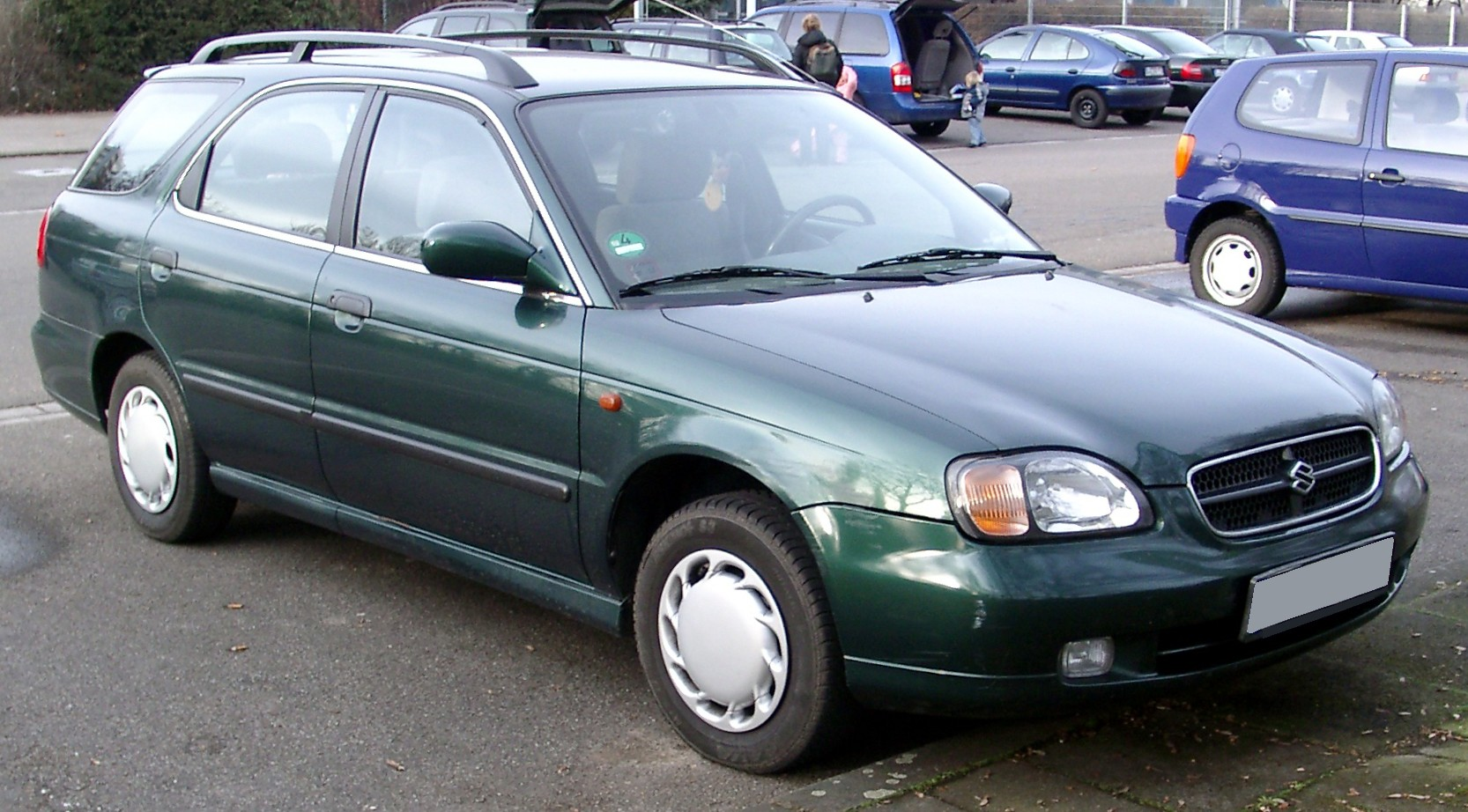
Kombi Baleno elölről
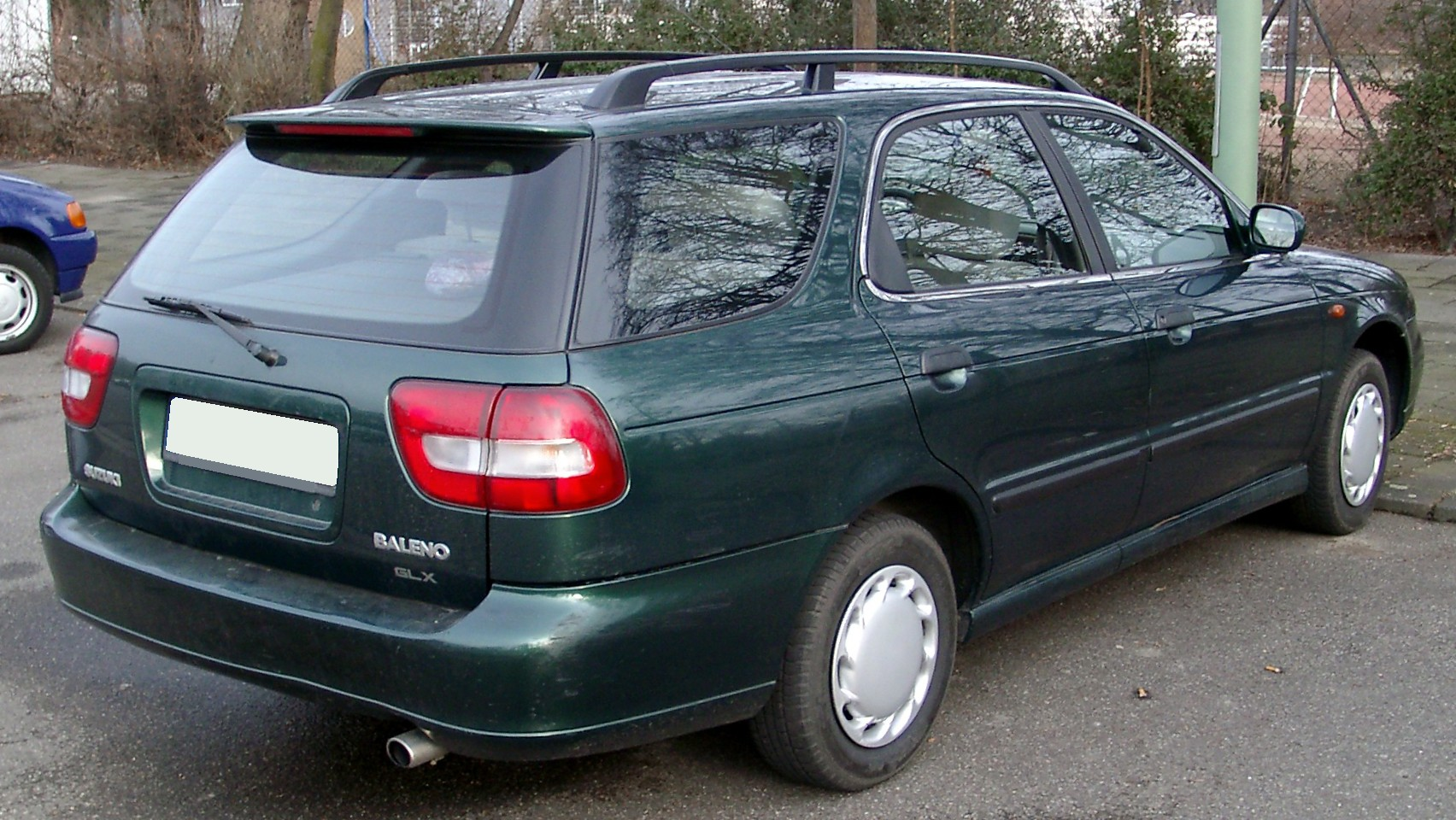
Kombi Baleno hátulról
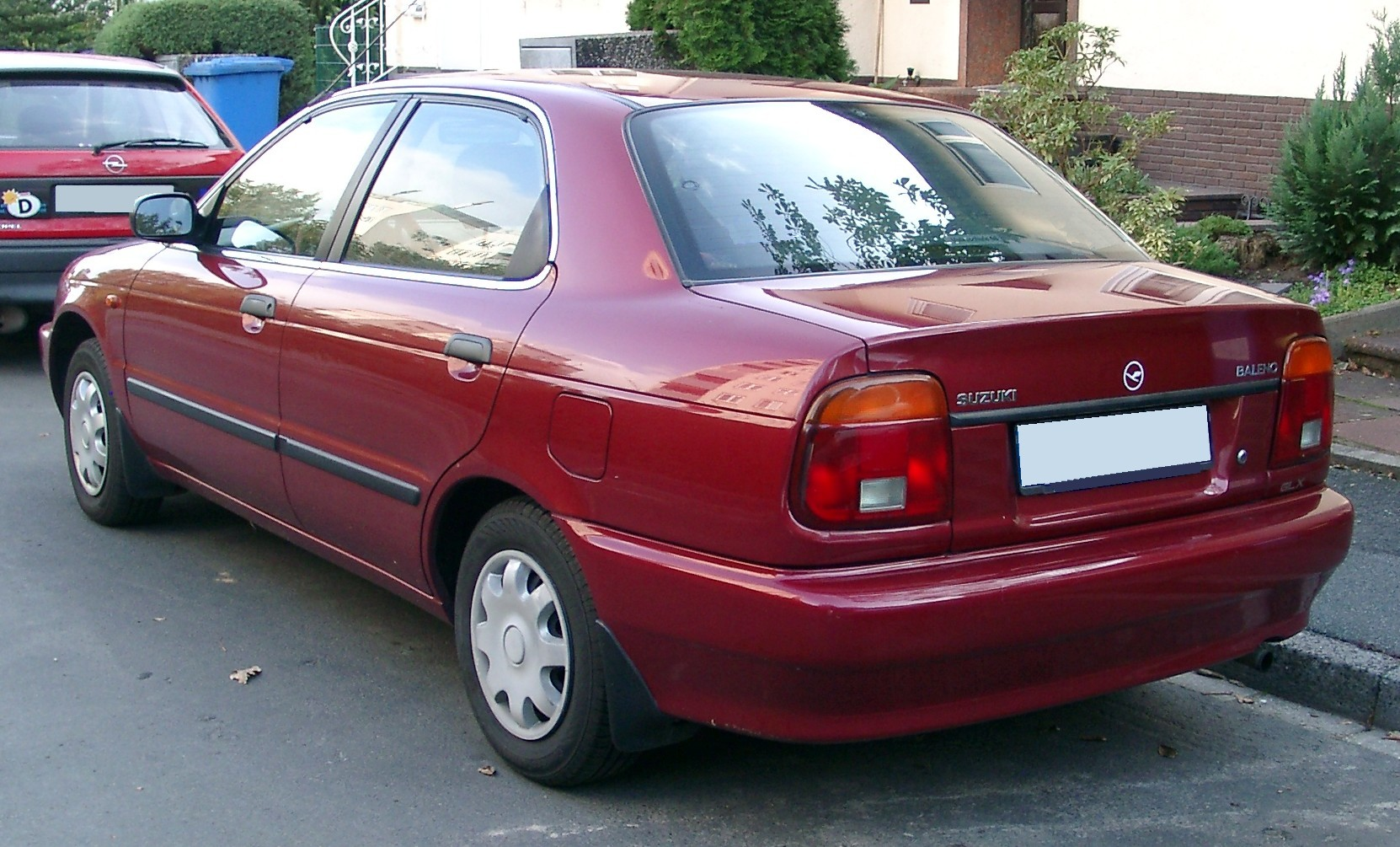
Szedán Baleno
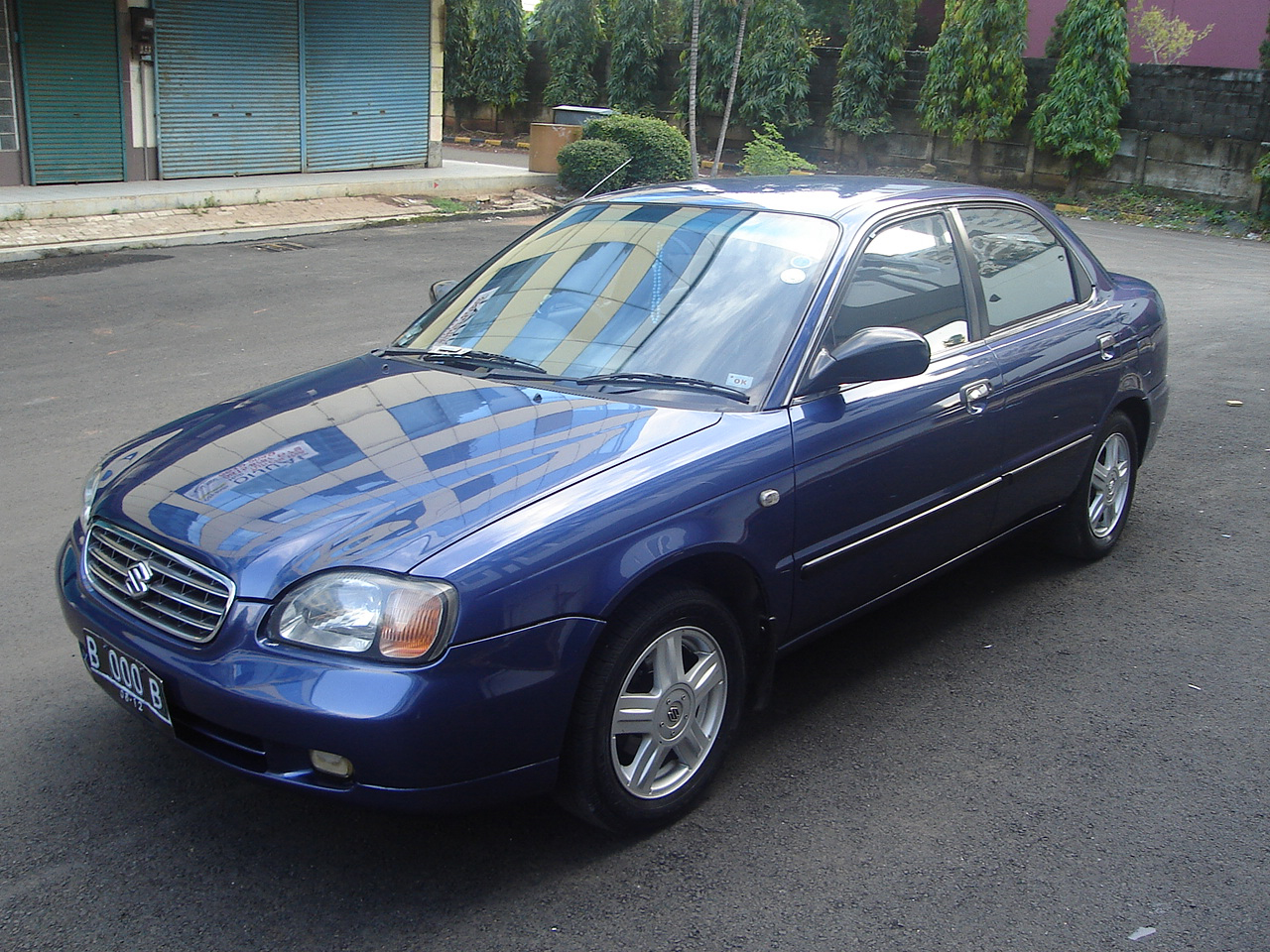
Indonéziában gyártott modell 2002-ből
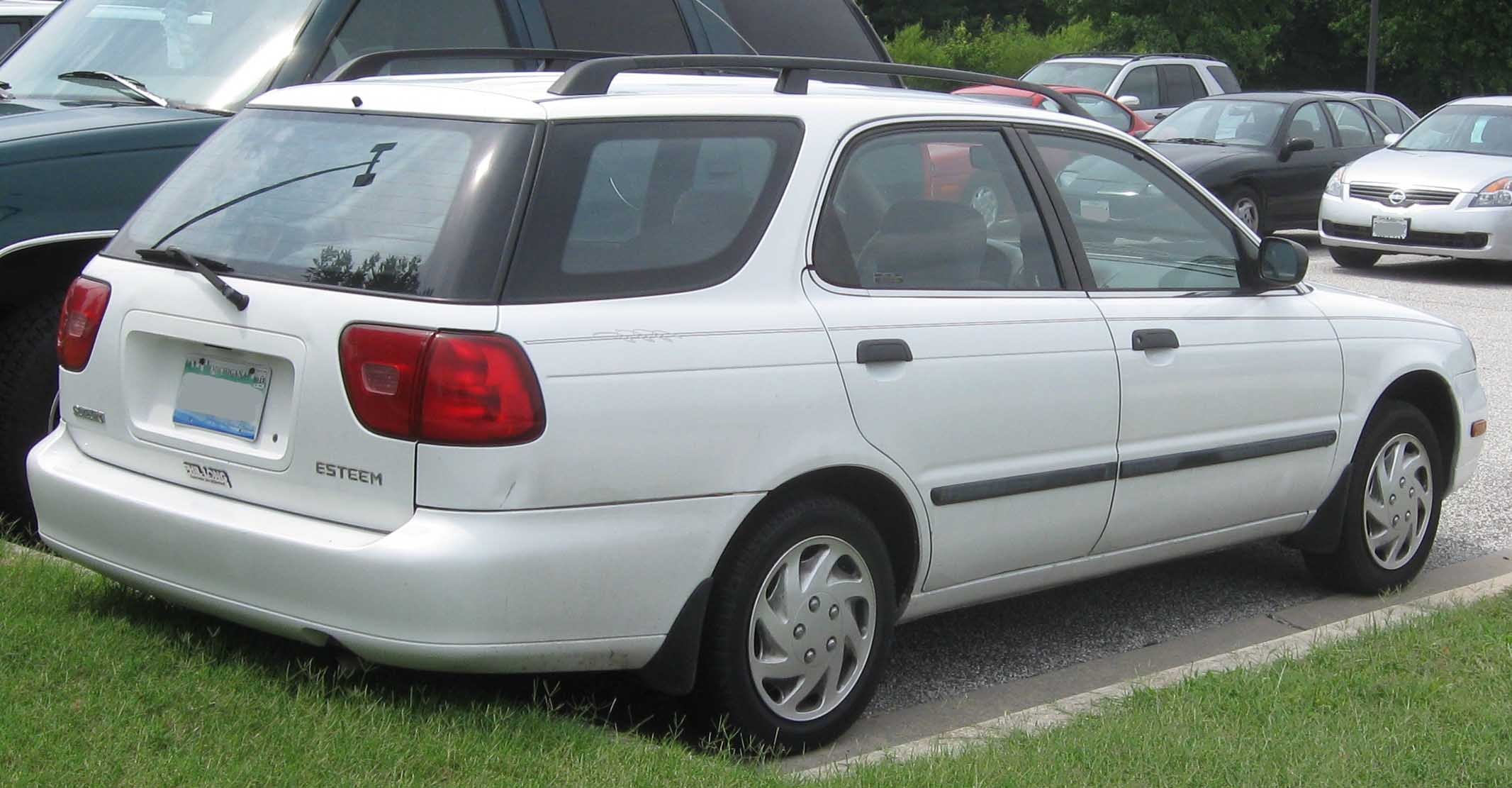
Suzuki Esteem Amerikában
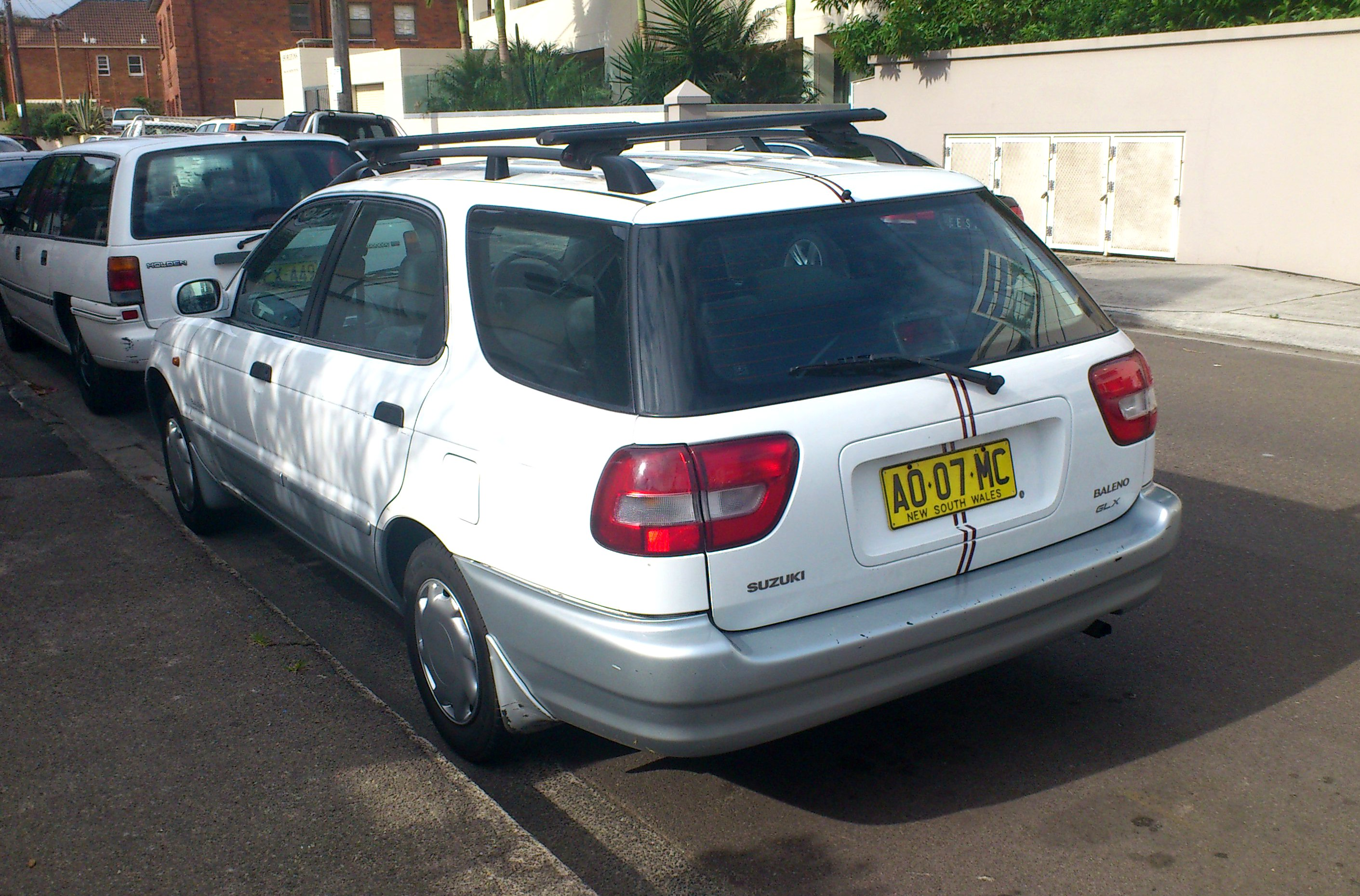
Suzuki Baleno Ausztráliában